# Appalti telematici
Gli appalti telematici sono la modalità con cui la pubblica amministrazione aggiudica appalti pubblici impiegando piattaforme informatiche/telematiche di negoziazione, ed in questo caso si parla anche di (public) e-procurement.

## Disciplina normativa

### Italia
Gli appalti telematici sono utilizzati particolarmente in ambito pubblico (public E-procurement) e sono disciplinati dal D.Lgs 36/2023 (Codice dei contratti pubblici).
La Centrale Acquisti Nazionale Consip SpA è il maggior operatore pubblico italiano del settore degli appalti telematici.
Per quanto concerne invece il settore privato (private e-procurement o e-sourcing) gli appalti telematici rispondono alla disciplina civilistica e del commercio elettronico.

## Caratteristiche
Ciò che caratterizza gli appalti telematici rispetto ad una gara tradizionale è l'utilizzo di una piattaforma on-line di e-procurement e di strumenti di comunicazione digitali, come la firma digitale e la Posta Elettronica Certificata (PEC), che di fatto rendono gli appalti telematici più efficienti e veloci rispetto a quelli tradizionali, ancora basati sull'invio cartaceo della documentazione e delle offerte.
Nel caso in cui gli appalti telematici siano utilizzati nel campo B2B (private e-procurement) si parla anche di e-sourcing.